# Tipula niobe
Tipula niobe är en tvåvingeart som beskrevs av Alexander 1947. Tipula niobe ingår i släktet Tipula och familjen storharkrankar.
Artens utbredningsområde är Venezuela. Inga underarter finns listade i Catalogue of Life.